# サネカズラ
サネカズラ（実葛、学名: Kadsura japonica）は、マツブサ科サネカズラ属に分類される常緑つる性木本の1種である。単性花をつけ、赤い液果が球形に集まった集合果が実る（図1）。茎などから得られる粘液は、古くは整髪料などに用いられた。果実は生薬とされることがあり、また美しいため観賞用に栽培される。古くから日本人になじみ深い植物であり、『万葉集』にも多数詠まれている。別名が多く（分類表参照）、サナカズラ、ビナンカズラ（美男葛）などともよばれる。

## 特徴
常緑、または半常緑のつる性の木本 (藤本) であり、他の植物などに絡まって広がる（下図2a）。茎はつるとなり、巻き方向は右から左へと巻き付き、丈夫で柔らかい。春から夏にかけて、直立して茎を伸ばし、夏から秋にかけて生長したつるが縄のように絡まり合う。つる性であるが、他のつる植物と比べてあまり巻き付く印象はなく、一般的な若木と見た目が紛らわしい。つるが若いうちは赤紫色を帯び、粘液を含んでいる（下図2a）。つるが太くなるとコルク層が発達し、樹皮はゴツゴツした灰褐色になり、太さ2センチメートル (cm) ほどになる。冬芽は長卵形で長さ3 - 7ミリメートル (mm) 、芽鱗が多い。
葉は互生し、葉身の形は変異が大きく、楕円形、長楕円形または長卵形、長さ 5 - 13 cm、幅 2 - 6 cm、基部はくさび形、先端は多少とも尖り、両面とも無毛（下図2）。葉縁には低い鋸歯があって日当たり具合などによって目立つものから目立たないものまで変異が大きい。葉脈は羽状、側脈は目立たないが5 - 8対ある。表面は濃緑色でやや光沢があり、葉質は厚みがあって柔らかく、なめし皮のような手触りがする。裏面は灰緑色、しばしば赤紫色の斑紋がでて紫色を帯びる。葉柄は長さ 0.8 - 1.5 cm、淡い紅色を帯びている。
ふつう雌雄異株だが、まれに雌雄同株。花期は夏の7 - 8月ごろであり、新枝の葉腋から、長さ 2 cm 前後の花柄が垂れ下がり、その先端に1個の淡黄色の小さな花を下向きにつける。花は葉の陰にありあまり目立たない。花は直径 1 - 2 cm ほどで、雌花はふつう雄花よりも小さい。花被片は8 - 17枚、淡黄色、楕円形から倒卵形、萼片と花弁の区別ははっきりしないが、外側のものは内側よりも大きい（長さ 10 - 14 mm）。雄花の中央には、葯が紅色の雄しべが球状に集まっている。雌花の中央には、淡緑色の雌しべの集合体があり、各雌しべの下部は子房となり、その側面から白色の花柱が伸びている。まれに両性花をつける。
果期は秋から晩秋であり、花が終わると雌花の長い花柄（7 cm になることもある）の先に、花托が球状にふくらみ、キイチゴを大きくしたようなツヤがある真っ赤な粒々の丸い集合果（直径 2 - 3 cm）がぶら下がって実る（下図3b）。個々の果実は液果であり、直径 1 cm ほどになる。和菓子の鹿の子餅を思わせる果実は、初冬の林縁でよく目立つ。11月頃に熟し、果実は個々に落ちて、あとにはやはり真っ赤なふくらんだ花托が残る（下図3c）。1つの液果にふつう2 - 3個ずつ種子が含まれており、種子は腎臓形で長さ 5 - 6 mm、表面は光沢があり滑らかである。
染色体数は 2n = 28。

## 分布と生育環境
本州（関東以西）、四国、九州、済州島、南西諸島、台湾に分布する。南西諸島（沖縄諸島以南）から台湾には、近縁のリュウキュウサネカズラも生育している。両者は、サネカズラでは雄花の雄蕊の集合体が常に赤く、隣り合う雄蕊の葯が接するのに対して、リュウキュウサネカズラの雄蕊の集合体は大多数が黄色（まれに赤もある）で、隣り合う雄蕊の葯が接しないことで識別できる。
暖地に自生し、丘陵・山野の広葉樹林の林縁、林床などで見られる。庭木としてもよく植えられる。

## 人間との関わり

### 利用

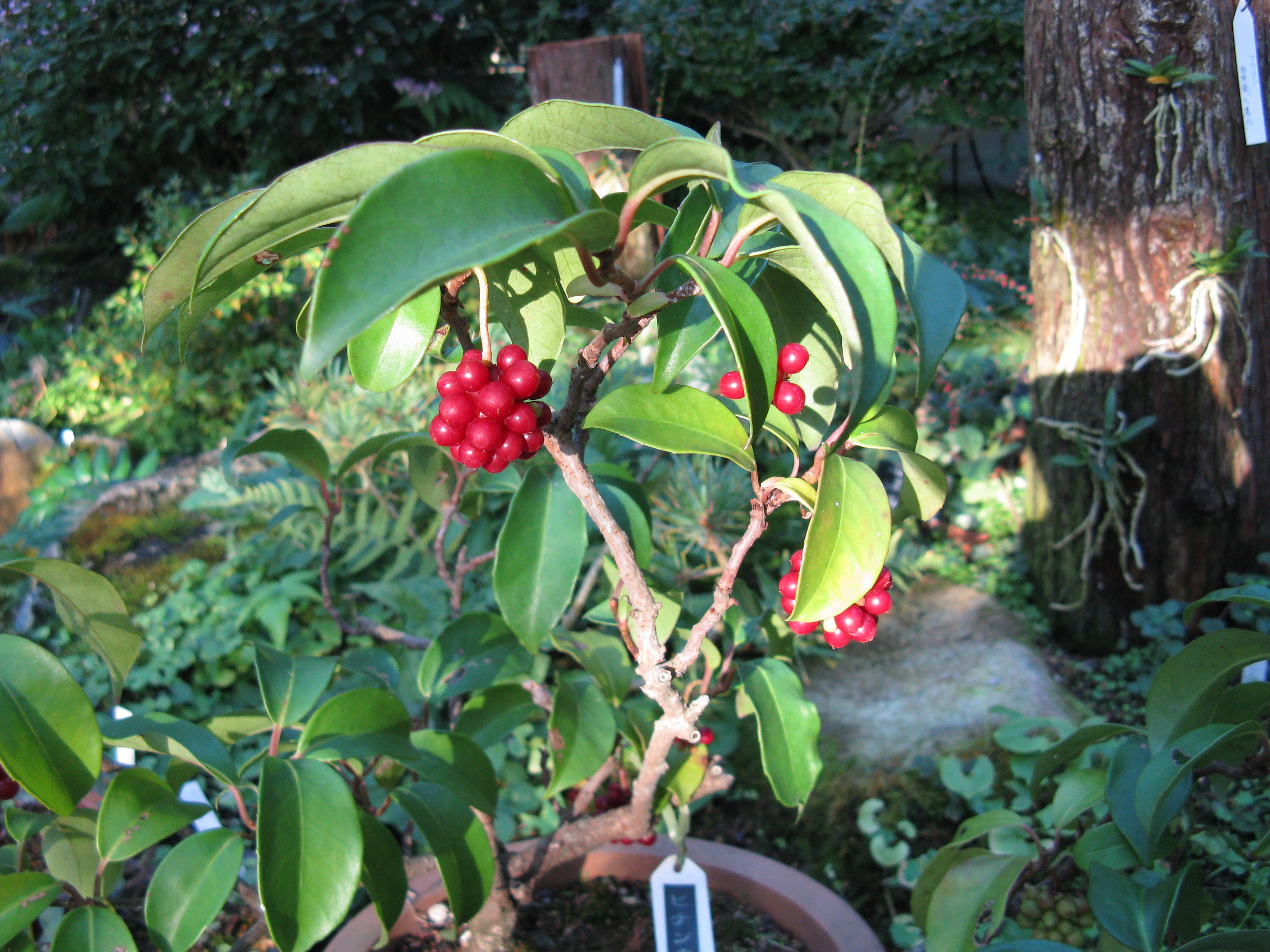
4a. サネカズラの盆栽

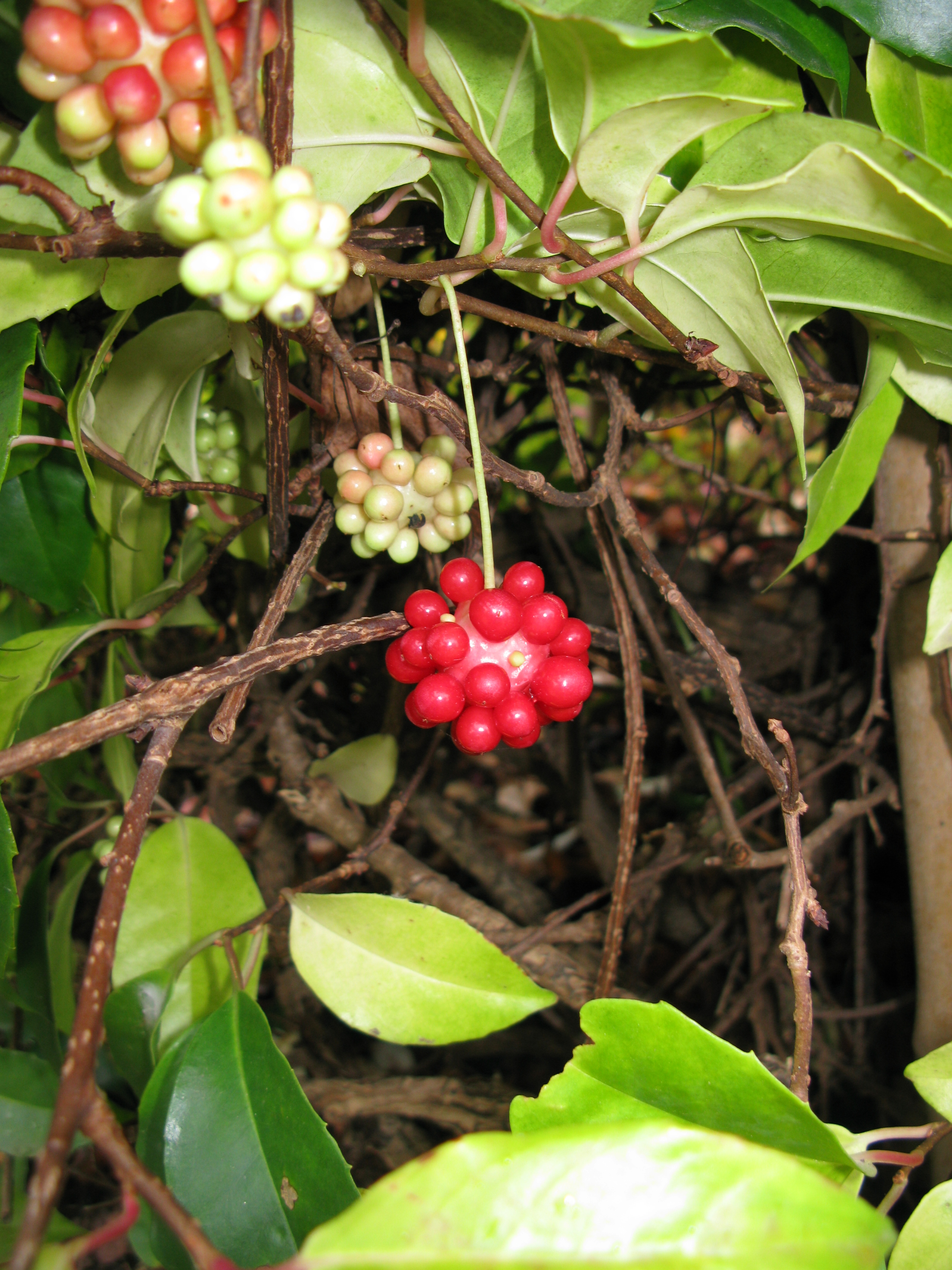
4b. 御薬園のサネカズラ

果実が美しく、庭木や盆栽（鉢植え）として利用されている（図4）。栽培は、挿し木、株分けで繁殖させることができ、垣栽培に向いている。つるは軟らかいので、籠材や縄の代用としても使われることがある。
果実は食べても味はしないが、果実酒に利用できる。また、茎葉は2倍量の水に入れておくと粘液が出るので、その液を頭髪につけて、整髪料として利用できる。奈良時代には、整髪料（髪油）としてサネカズラがふつうに使われていたと考えられている。この整髪料は葛水（かずらみず）、鬢水（びんみず）、水鬘（すいかずら）とよばれた。またサネカズラを浸けておく入れ物を蔓壺（かずらつぼ）、鬢盥（びんだらい）といったが、江戸時代には男の髪結いが持ち歩く道具箱を鬢盥というようになった。サネカズラから得られた粘液質は、和紙の製紙用糊料（ネリ）としても用いられた。
生薬とされることがあり、茎や葉から得られる粘液は美男葛（びなんかずら）、赤く熟した果実を乾燥したものは南五味子（なんごみし）とよばれる。茎葉は、利用する都度に生のものを採取するか、夏に刈り取って陰干しして保存する。これを水につけて得られた粘液は、上記のように整髪料などとして利用されたが、ヒビやあかぎれに外用する生薬ともなる。果実は晩秋に熟した果実を採取し、天日で乾燥して保存する。果実は鎮咳、滋養強壮に効用があるものとされ、五味子（同じマツブサ科のチョウセンゴミシの果実）の代用品とされることもある。ただし本来の南五味子は、同属の Kadsura longipedunculata ともされる。民間療法では、強壮、咳止めに1日量5グラムの南五味子をコップ2杯ほどの水で半量になるまで煎じ、食間3回に分けて服用する方法が知られる。
ref

### 文化・文学
サネカズラは古くから日本人になじみ深い植物であり、文献上の初見は『古事記』にさかのぼる（「さなかづら」として）。奈良時代に成立した『万葉集』や、中世に成立した『百人一首』にも登場する。サネカズラはつる状の茎が絡み合うことから、「小寝」(一緒に寝ること) の掛詞として、またしばしば「逢おう」の縁語として用いられた。 
あしひきの 山さなかづら もみつまで 妹に逢わずや わが恋ひ居らむ—作者不詳『万葉集』巻10‐2296
さねかづら 後も逢はむと 夢のみに うけひわたりて 年は経につつ—柿本人麻呂『万葉集』巻11‐2479
木綿包み 白月山の さなかづら 後もかならず 逢はむとぞ思ふ—作者不詳『万葉集』巻12-3073
名にし負はば 逢坂山の さねかづら 人に知られで 来るよしもがな—藤原定方『後撰和歌集』巻11・恋歌3・701/『百人一首』25
花言葉は「再会」、「好機をつかむ」など。

### 名称
別名が多い（上分類表参照）。上記のように、古くは若いつるから粘液をとって男性の整髪料に使われていたため、ビナンカズラ（美男葛）の名がある。関連して鬢葛（ビンカズラ）、鬢付蔓（ビンズケズル）、糊葛 (ノリカズラ)、薯蕷汁葛 (トロロカズラ)、布海苔葛（フノリカズラ） などもある。また、大阪ではビジョカズラ（美女葛）と称したともいわれる。サナカズラ（真葛）の名は、枝に粘液が含まれ、粘ることによるとされる。